# Сімо-Хьоґо
Станція Сімо-Хьоґо (下兵庫駅 Сімо-хьоґо-екі) — залізнична станція лінії Мікуні Авара залізниці Етідзен. Розташована у місті Сакай префектури Фукуй, Японія.

## Станція
На станції Сімо-Хьоґо зупиняються усі поїзди лінії Мікуні Авара. Станція має одну платформу та одну колію. Станція працює автоматично, без обслуговчого персоналу.

## Прилегла територія
- Станція оточена житловими будинками та полями. Шосе 102 префектури Фукуй проходить на південь від станції.
- Поблизу знаходиться початкова школа міста Сімо-Хьоґо.

## Історія
- 30 грудня 1928 року: відкриття станції.
- 1 вересня 1942 року: компанія «Електрична залізниця Кейфуку» об'єднується із компанією «Електрична залізниця Мікуні Авара».
- 25 червня 2001 року: рух припинено через аварію на основній лінії Етідзен.
- 10 серпня 2003 року: станцію відкрито знову.